# Alexander Friedrich von Hessen

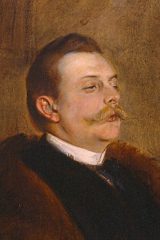
Alexander Friedrich von Hessen, um 1900

Alexander Friedrich Wilhelm Albrecht Georg von Hessen (* 25. Januar 1863 in Kopenhagen; † 25. März 1945 in Fronhausen (Lahn)), auch Alexander Friedrich Landgraf von Hessen(-Kassel), aus der Linie Hessen-Kassel-Rumpenheim des Hauses Hessen war Titular-Landgraf von Hessen-Kassel und Komponist.

## Leben
Er war der zweite Sohn von Friedrich Wilhelm von Hessen-Kassel-Rumpenheim (1820–1884) und dessen zweiter Ehefrau Maria Anna Friederike von Preußen (1836–1918). Er war bereits mit einer Sehschwäche geboren worden, erhielt einen Teil seiner schulischen Ausbildung in einem englischen Internat, dem St. Joseph’s College in Upper Norwood (London), studierte Geisteswissenschaften in Marburg und Leipzig und schloss das Studium mit der Promotion ab. Nach dem Tod seines älteren Bruders Friedrich Wilhelm 1888 war der von Geburt an stark sehbehinderte Alexander Friedrich bis zu seiner nicht standesgemäßen Heirat 1925, als er Verzicht leistete, Chef des Hauses Hessen-Kassel. Sein Bruder Friedrich Karl folgte ihm als Chef des Hauses. Alexander von Hessen heiratete am 25. März 1925 in Frankfurt Gisela Freiin Stockhorner von Starein.

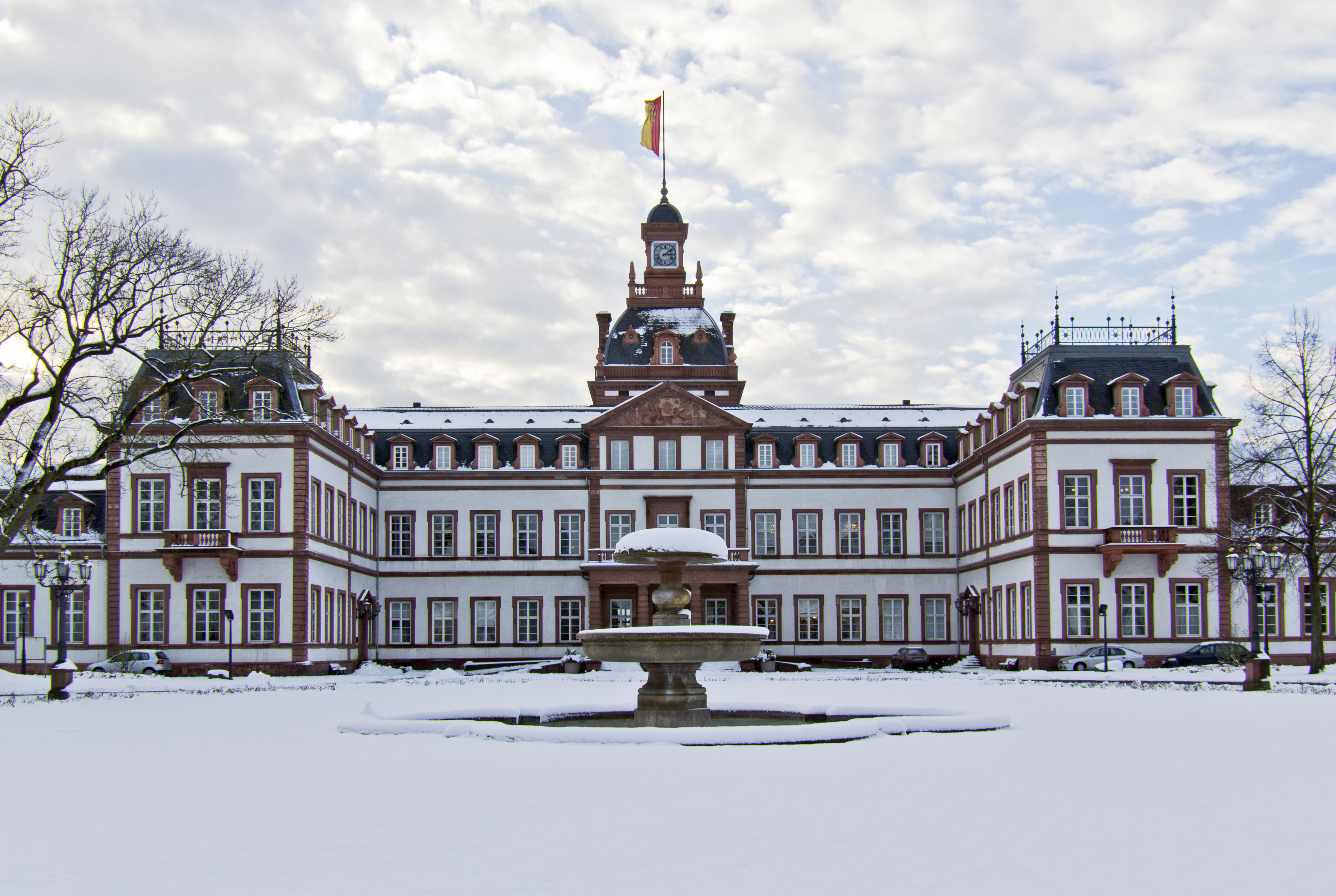
Schloss Philippsruhe

Alexander von Hessen liebte Musik und Kunst und war ein Förderer der Musik der Komponisten der Romantik und der Moderne. Sein eigenes musikalisches Schaffen begann schon sehr früh. In Frankfurt, wo Mutter und Sohn in den Wintermonaten lebten, verkehrten sie mit Künstlern wie Joachim Raff, Clara Schumann und Robert Schumann, Engelbert Humperdinck oder Johannes Brahms, förderten den Bau des Opernhauses und nahmen selbst aktiv am Musikgeschehen teil. Während seine Mutter eher der traditionellen Musikpflege verbunden blieb, wandte sich Alexander der Neudeutschen Schule zu und suchte die Nähe zu Franz Liszt, Edvard Grieg und Richard Wagner. Alexander von Hessen, der wegen seiner starken Sehbehinderung seine Kompositionen in Braille-Musikschrift verfassen musste, hinterließ ein teilweise noch unerschlossenes musikalisches Werk. Für die Schwesternschaft der Chirurgischen Klinik in München, wo der Landgraf Patient Sauerbruchs war, soll er eine Messe komponiert haben. Ein noch unvollständiges Inventar seiner Kompositionen findet sich bei Klassika.
Alexander Friedrich von Hessen war das letzte Familienmitglied, das das Schloss Philippsruhe bewohnte.
In Hanau-Kesselstadt ist die Alexanderstraße nach ihm benannt.

## Vorfahren
| Ahnentafel Alexander Friedrich von Hessen (1863–1945)       | Ahnentafel Alexander Friedrich von Hessen (1863–1945)                                                                      | Ahnentafel Alexander Friedrich von Hessen (1863–1945)                                                                      | Ahnentafel Alexander Friedrich von Hessen (1863–1945)                                                                      | Ahnentafel Alexander Friedrich von Hessen (1863–1945)                                                                      | Ahnentafel Alexander Friedrich von Hessen (1863–1945)                                                                      | Ahnentafel Alexander Friedrich von Hessen (1863–1945)                                                                      | Ahnentafel Alexander Friedrich von Hessen (1863–1945)                                                                      | Ahnentafel Alexander Friedrich von Hessen (1863–1945)                                                                      |
| ----------------------------------------------------------- | --- | --- | --- | --- | --- | --- | --- | --- |
| Urgroßeltern                                                | Prinz Friedrich von Hessen-Kassel (1747–1837) ⚭ 1786 Prinzessin Karoline Polyxene von Nassau-Usingen (1762–1823)           | Prinz Friedrich von Hessen-Kassel (1747–1837) ⚭ 1786 Prinzessin Karoline Polyxene von Nassau-Usingen (1762–1823)           | Prinz Friedrich von Dänemark (1753–1805) ⚭ 1774 Großfürstin Sophie Friederike von Mecklenburg (1758–1794)                  | Prinz Friedrich von Dänemark (1753–1805) ⚭ 1774 Großfürstin Sophie Friederike von Mecklenburg (1758–1794)                  | König Friedrich Wilhelm III. (Preußen) (1770–1840) ⚭ 1793 Prinzessin Luise von Mecklenburg-Strelitz (1776–1810)            | König Friedrich Wilhelm III. (Preußen) (1770–1840) ⚭ 1793 Prinzessin Luise von Mecklenburg-Strelitz (1776–1810)            | Großherzog Karl Friedrich (Sachsen-Weimar-Eisenach) (1783–1853) ⚭ 1804 Großfürstin Maria Pawlowna Romanowa (1786–1859)     | Großherzog Karl Friedrich (Sachsen-Weimar-Eisenach) (1783–1853) ⚭ 1804 Großfürstin Maria Pawlowna Romanowa (1786–1859)     |
| Großeltern                                                  | Landgraf Wilhelm von Hessen-Kassel-Rumpenheim (1787–1867) ⚭ 1810 Prinzessin Louise Charlotte von Dänemark (1789–1864)      | Landgraf Wilhelm von Hessen-Kassel-Rumpenheim (1787–1867) ⚭ 1810 Prinzessin Louise Charlotte von Dänemark (1789–1864)      | Landgraf Wilhelm von Hessen-Kassel-Rumpenheim (1787–1867) ⚭ 1810 Prinzessin Louise Charlotte von Dänemark (1789–1864)      | Landgraf Wilhelm von Hessen-Kassel-Rumpenheim (1787–1867) ⚭ 1810 Prinzessin Louise Charlotte von Dänemark (1789–1864)      | Prinz Carl von Preußen (1801–1883) ⚭ 1827 Prinzessin Marie von Sachsen-Weimar-Eisenach (1808–1877)                         | Prinz Carl von Preußen (1801–1883) ⚭ 1827 Prinzessin Marie von Sachsen-Weimar-Eisenach (1808–1877)                         | Prinz Carl von Preußen (1801–1883) ⚭ 1827 Prinzessin Marie von Sachsen-Weimar-Eisenach (1808–1877)                         | Prinz Carl von Preußen (1801–1883) ⚭ 1827 Prinzessin Marie von Sachsen-Weimar-Eisenach (1808–1877)                         |
| Eltern                                                      | Titular-Landgraf Friedrich Wilhelm von Hessen-Kassel-Rumpenheim (1820–1884) ⚭ 1853 Prinzessin Anna von Preußen (1836–1918) | Titular-Landgraf Friedrich Wilhelm von Hessen-Kassel-Rumpenheim (1820–1884) ⚭ 1853 Prinzessin Anna von Preußen (1836–1918) | Titular-Landgraf Friedrich Wilhelm von Hessen-Kassel-Rumpenheim (1820–1884) ⚭ 1853 Prinzessin Anna von Preußen (1836–1918) | Titular-Landgraf Friedrich Wilhelm von Hessen-Kassel-Rumpenheim (1820–1884) ⚭ 1853 Prinzessin Anna von Preußen (1836–1918) | Titular-Landgraf Friedrich Wilhelm von Hessen-Kassel-Rumpenheim (1820–1884) ⚭ 1853 Prinzessin Anna von Preußen (1836–1918) | Titular-Landgraf Friedrich Wilhelm von Hessen-Kassel-Rumpenheim (1820–1884) ⚭ 1853 Prinzessin Anna von Preußen (1836–1918) | Titular-Landgraf Friedrich Wilhelm von Hessen-Kassel-Rumpenheim (1820–1884) ⚭ 1853 Prinzessin Anna von Preußen (1836–1918) | Titular-Landgraf Friedrich Wilhelm von Hessen-Kassel-Rumpenheim (1820–1884) ⚭ 1853 Prinzessin Anna von Preußen (1836–1918) |
| Titular-Landgraf Alexander Friedrich von Hessen (1863–1945) | | | | | | | | |